# 萬敏 (明朝)
萬敏（1502年—？），字欽夫，號見湖，江西南昌府南昌縣人，軍籍，明朝政治人物。

## 生平
嘉靖七年（1528年）戊子科江西鄉試第二名舉人，十七年（1538年）中式戊戌科會試第一百十五名，二甲第三十一名進士。歷任蘄州、安吉州、太倉州知州，升懷慶府同知，調襄陽府同知，改貴州按察司僉事、兵備畢節，升貴州布政使司參議，三十五年（1556年）正月考察以不職閑住。

## 家族
曾祖萬孔昭；祖父萬孟智；父萬晨爽。母廖氏；繼母鄧氏。具慶下。兄萬敬，弟萬教、萬效。